# Hustopeče nad Bečvou
Hustopeče nad Bečvou – miasteczko w Czechach w powiecie Przerów leżące w najbardziej na wschód wysuniętej części Kraju ołomunieckiego na prawym brzegu rzeki Beczwy.
Pierwsza wzmianka o miejscowości pochodzi z roku 1201. Od 10 października 2006 r. gmina ma ponownie status miasteczka.